# 7 Westfalski Batalion Taborowy

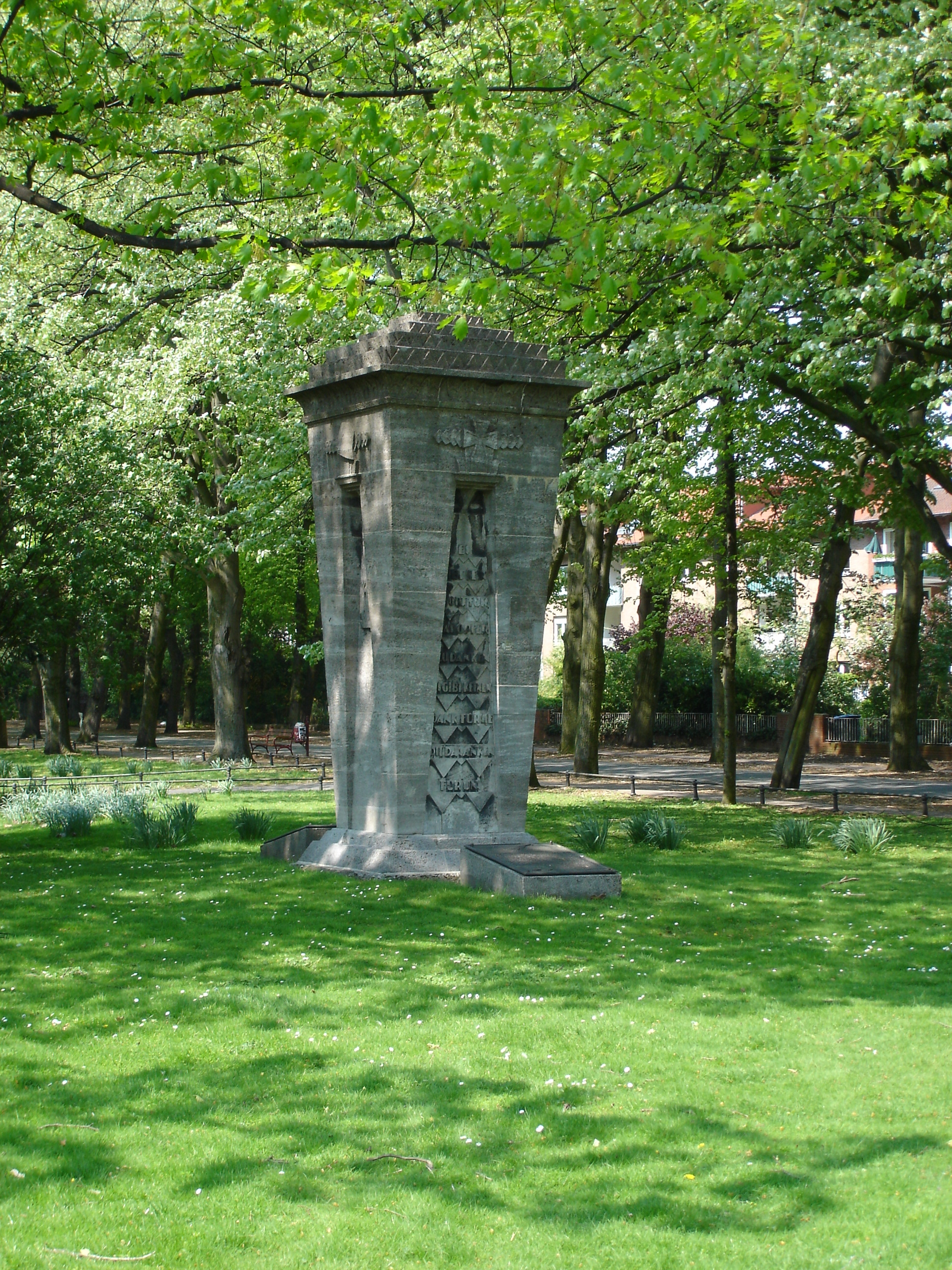
Pomnik upamiętniający żołnierzy
7 Westfalskiego Batalionu Taborowego w Münster

7 Westfalski batalion taborowy (niem. Westfälisches Train-Bataillon Nr. 7, od 1914 jako Abteilung)  – batalion wojsk kolejowych okresu Cesarstwa Niemieckiego.
Sformowany 21 kwietnia 1853. Stacjonował w garnizonie Münster, przyporządkowany do VII Korpusu Armii. Brał udział w działaniach zbrojnych okresu I wojny światowej.